# Jakob Madsen Aarhus
Jakob Madsen Aarhus (Aarhus, 1538-Copenhague, 1586), también conocido como Aarhusius, fue un lingüista y teólogo protestante danés.
Fue director de la escuela de Aarhus en 1564; después tuvo una cátedra de latín en Copenhague en 1574, otra de griego en 1575 y la de teología en 1580.
Escribió las siguientes obras exegéticas: 
- Disputatio inauguralis de Veteris ac Novi Testamenti consensione ac diversitate (Copenhague, 1584)
- Theses de doctrinae coelestis et Sacrae Scripturae origine et auctoritate (Copenhague, 1582)
- Praelectiones in Joelem et Ecclesiasten (Basilea, 1586)
- Introductio ad Sacram Scripturam discendam et docendam (Basilea, 1589)
- Praelectiones in Hoseam (Basilea, 1590).